# Angel of the Morning
Angel of the Morning ist ein Lied der US-amerikanischen Sängerin Evie Sands aus dem Jahr 1967. Es war auch ein Charthit in der Version Juice Newtons im Jahr 1981. Die Melodie und der Refrain des Liedes fanden 2001 eine prominente Verwendung im Song Angel des jamaikanischen Reggae-Musikers Shaggy.

## Entstehung und Veröffentlichung
Das Lied wurde vom US-amerikanischen Musiker Chip Taylor getextet, komponiert und produziert. Bei der Produktion erhielt er Unterstützung durch Al Gorgoni.
Die Erstveröffentlichung von Angel of the Morning erfolgte als Single im Juni 1967 bei Cameo Records. Diese erschien als 7″-Single mit der B-Seite Dear John (Katalognummer: C-475). Autor Chip Taylor veröffentlichte selbst im Jahr 1973 eine eigene Version als Single (Katalognummer: Buddah 610.126).

## Coverversionen

### Version von Juice Newton
1981 veröffentlichte die Country-Sängerin Juice Newton eine Coverversion zu Angel of the Morning. Dieser erschien auf ihrem Album Juice sowie als Single im Februar 1981. Die Single erschien als 7″-Single mit der B-Seite Headin’ for a Heartache (Katalognummer: Capitol 4976) und avancierte in einigen Ländern zum Top-10-Hit, so in der Schweiz und den Vereinigten Staaten (je Rang 4), Neuseeland (Rang 5) oder auch Österreich (Rang 7). Den Schallplattenauszeichnungen zufolge verkaufte sich die Single über 1,2 Millionen Mal, darunter eine Million Einheiten in den Vereinigten Staaten.
Chartplatzierungen
| ChartsChartplatzierungen       | Höchstplatzierung | Wochen/ Monate |
| ------------------------------ | ----------------- | -------------- |
| Deutschland (GfK)              | 23 (16 Wo.)       | 16 Wo.         |
| Österreich (Ö3)                | 7 (2 Mt.)         | 2 Mt.          |
| Schweiz (IFPI)                 | 4 (7 Wo.)         | 7 Wo.          |
| Vereinigte Staaten (Billboard) | 4 (22 Wo.)        | 22 Wo.         |
| Vereinigtes Königreich (OCC)   | 43 (6 Wo.)        | 6 Wo.          |

| ChartsJahrescharts (1981)      | Platzierung |
| ------------------------------ | ----------- |
| Vereinigte Staaten (Billboard) | 25          |

Auszeichnungen für Musikverkäufe

| Land/Region                  | Auszeichnungen für Musikverkäufe (Land/Region, Auszeichnung, Verkäufe) | Verkäufe  |
| ---------------------------- | ---------------------------------------------------------------------- | --------- |
| Vereinigte Staaten (RIAA)    | Gold                                                                   | 1.000.000 |
| Vereinigtes Königreich (BPI) | Silber                                                                 | 200.000   |
| Insgesamt                    | 1× Silber · 1× Gold ·                                                  | 1.200.000 |

### Weitere Coverversionen
Noch im Jahr 1967 wurde der Song von der britischen Sängerin Billie Davis für ihr Label Decca Records aufgenommen und veröffentlicht. Die zu dem Zeitpunkt in London lebende US-amerikanische Soulsängerin P. P. Arnold erreichte im Juni 1968 mit ihrer Version Platz 28 in Großbritannien. Kurz zuvor hatte bereits Merrilee Rush mit ihrer Band The Turnabouts den Song veröffentlicht und Platz 7 der britischen Charts erreicht; in Kanada, Australien und Neuseeland schaffte ihre Version es sogar auf Platz Nr. 1.
Weitere Coverversionen kamen von Bettye Swann (1969), Connie Eaton (1970), Nina Simone (1971), Olivia Newton-John (1972), Guys ’n’ Dolls (1977), Melba Montgomery (1978), The Pretenders (1994) und Jill Johnson (2004).